# Conservatorio municipal de música José Iturbi
Le Conservatorio municipal de música José Iturbi est une institution d'enseignement dédiée à l'éducation musicale, et appartenant à la municipalité de Valence (Espagne), qui en assure la gestion.

## Histoire
Les Escoles Municipals de Música ont été créées à Valence en 1869 pour faire face au besoin d'éducation musicale populaire de la population locale, ce qui a entraîné la création d'un corps de professeurs de musique qui avant donnaient des leçons à leur domicile particulier. Dans un premier temps, on a créé deux sections séparées pour les garçons et les filles, la première dirigée par le maître Manuel Penella et la seconde par Consuelo del Rey. En 1896 on a porté le nombre à sept: quatre pour les filles et trois pour les garçons.
Plus tard, lors de la création du Conservatoire de Musique en 1879, les professeurs des Escoles Municipals de Música ont réalisé leur travail d'enseignement dans les collèges publics nationaux et municipaux de la cité.
En 1979, la Escuela Municipal de Música de Valencia a été créée comme centre non officiel d'enseignement musical de niveau élémentaire, sous la direction de José Roca Coll. Postérieurement, devant le succès qu'a connu ce projet musico-culturel de la municipalité, le maître Roca en personne a proposé que le centre soit baptisé du nom de l'illustre pianiste valencien José Iturbi, et ainsi, lors de l'année scolaire 1979-80 elle est devenue la Escuela Municipal de Música “José Iturbi” de Valence. 
Durant l'année 1986/1987 l'école s'est transformée en Conservatoire de Musique, et en 1985, le directeur étant alors José Climent, elle est devenue un Conservatoire Professionnel , ce qui suppose pouvoir offrir également un enseignement musical de niveau intermédiaire, ou professionnel.
Le Centre accueille presque mille élèves avec une équipe enseignante de cinquante six professeurs. Depuis 1993, le directeur du Centre est Salvador Chuliá Hernández, qui a créé l'harmonie, l'orchestre symphonique, ainsi que le chœur mixte.

### Siège
L'augmentation du nombre des élèves et l'absence d'un édifice adapté (les élèves avaient classes dans trois endroits distincts), a rendu nécessaire la construction d'un nouvel édifice dans le quartier de Penya-roja.
Après de nombreuses années d'attente, le nouveau conservatoire a été inauguré par l'alcaldesa de Valence, Rita Barberá, au cours de l'année 2002-2003. Il offre une superficie de 4 780 m2, et a été construit par les promoteurs du PAU de la Avenida de Francia. 
Il comprend une salle à usages multiples, qui possède le caractère d'un petit auditorium, avec une capacité de 300 personnes et la possibilité d'y exécuter tout type de petits événements musicaux. On y produit, en plus des auditions scolaires, des concerts, des enregistrements, des cours, des conférences, tout cela au service de la culture et de la formation des élèves du Centre.
Il possède également la bibliothèque "José Climent", dotée d'une grande variété de livres, partitions, phonothèque; en grande partie donation du Directeur Honoraire.

## Liste partielle de professeurs
- Salvador Seguí Pérez
- Salvador Chulià Hernández
- Francesc Tamarit Fayos
- Josep Climent Barber

## Enseignement musical

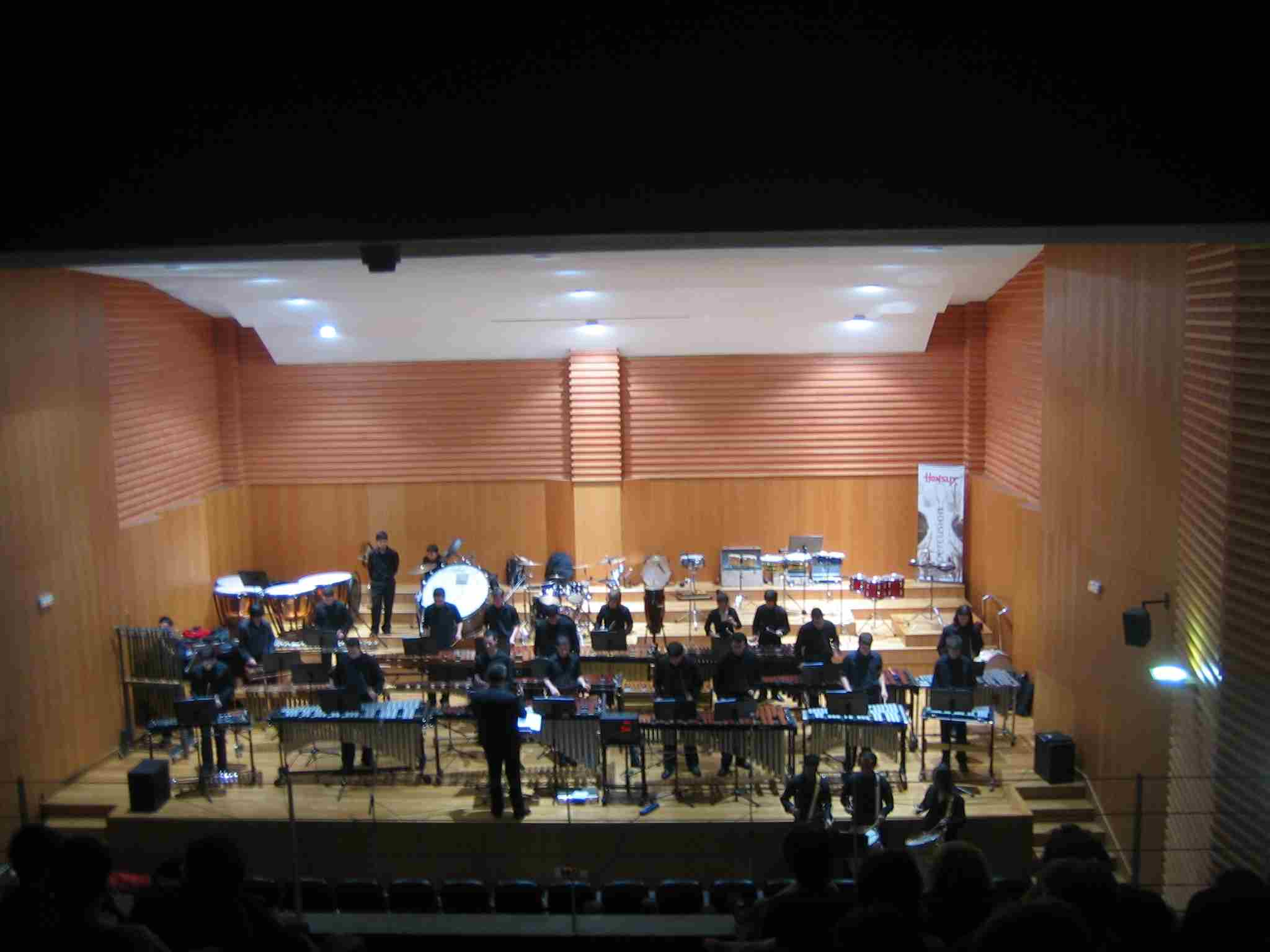
Concert de l'orchestre Percujove dans la Salle Roca du Conservatoire.

Au Conservatorio municipal de música José Iturbi sont donnés des enseignements correspondants aux différents niveaux (niveau élémentaire et niveau professionnel) et la formation à divers instruments (comme le chant, piano, clarinette, dulzaina, basson, saxophone, flûte traversière et flûte à bec, hautbois, trombone, trompette, cor, tuba, percussions, violon, alto, violoncelle, contrebasse et guitare).

### Ensembles choraux et orchestraux
Le conservatoire "José Iturbi" possède un chœur mixte, une harmonie et un orchestre symphonique, les trois ensembles créés par son directeur actuel Salvador Chuliá. Il est aussi le siège de la Chorale d'enfants Juan Bautista Comes, créée en 1956 par José Roca.

## Sources
- (es) Cet article est partiellement ou en totalité issu de l’article de Wikipédia en espagnol intitulé « Conservatorio Municipal de Música “José Iturbi” » (voir la liste des auteurs).